# Estação Las Mercedes
A Estação Las Mercedes é uma das estações do Metrô de Santiago, situada em Santiago, entre a Estação Protectora de la Infancia e a Estação Plaza de Puente Alto. Faz parte da Linha 4.
Foi inaugurada em 30 de novembro de 2005. Localiza-se no cruzamento da Avenida Concha y Toro com a Rua Independencia. Atende a comuna de Puente Alto.